# Petr Iberský
Petr Iberský (gruzínsky პეტრე იბერი; asi 417-491) byl gruzínský teolog a filozof, představitel křesťanského novoplatonismu. Podle některých spekulací je totožný s autorem známým jako Pseudo-Dionysios Areopagita. V Betlémě založil první gruzínský klášter. Stal se rovněž biskupem v Majumě (dnes Gaza). Jméno jeho a jeho otce je zmíněno v nejstarším známém nápise v gruzínštině, na mozaice Bir el Qutt.

## Život
Narodil se do východogruzínského královského rodu Chosroidů a jeho původní jméno znělo Murvan nebo Nabarnugios. Jeho narození a existence byli tajemstvím, byl skrýván aby nemusel být poslán Peršanům (do Sásánovské říše) jako rukojmí (což byl poměrně tradiční systém vynucování si poslušnosti v ovládnutých oblastech). Jeho otec, král Bosmarios z Iberie, se mu nicméně snažil zajistit i tak dobré vzdělání a pozval známého filozofa Mithradata z Lazica, aby se podílel na Murvanově výchově. V roce 423, v jeho pěti letech, ho osud rukojmího nicméně neminul. Nebyl však poslán do Persie, ale do Konstantinopole, což byl Bosmariův pokus navázat se mocensky na východní Řím. Zde se Murvanovi dostalo skvělého vzdělání pod osobním dohledem císařovny Aelie Eudocie, manželky Theodosia II. Již poměrně brzy začal vykazovat sklony k askezi. Když mu bylo asi dvacet, spolu se svým mentorem Mithradatem opustil palác a utekl na pouť do Palestiny, kde se pak stal mnichem v Jeruzalémě pod jménem Petr. V roce 430 založil vlastní klášter v Betlémě. V roce 445 byl vysvěcen na kněze. V doprovodu Mithradata (který přijal jméno Jan) procestoval několik zemí Blízkého východu a nakonec se usadil poblíž Gazy. V roce 452 byl Theodosiem vysvěcen na biskupa. Sloužil pouze šest měsíců, než byla část křesťanů dekretem místního vládce vyhnána. Petr utekl do Egypta, kde našel útočiště v Enatonu. Na počátku 70. let 4. století se vrátil do Palestiny, kde pokračoval v okázale asketickém životě a kázal. Získal velkou slávu, byl nazýván „sloupem pravoslaví“, „druhým apoštolem Pavlem“ nebo „druhým Mojžíšem“. Získal řadu následovníků a žáků. Podle středověkých pramenů byl autorem několika slavných náboženských děl. Žádné z nich se však nedochovalo, minimálně ne pod jeho jménem. Zemřel v Javne, v roce 491, a byl pohřben ve svém klášteře poblíž Gazy.

## Christologický spor
Petr se zapojil do christologických sporů své doby. Některé východní církve (arménská, koptská atd.) se domnívají, že se odchýlil od chalcedonské doktríny a stal se miafyzitem. Gruzínská pravoslavná církev to popírá. David Marshall Lang a někteří jiní historici tvrdí, že byl monofyzitem. Šalva Nucubidze a Ernest Honingmann zdůrazňují, že byl hlavně novoplatónským filozofem.
Gruzínská církev ho uznává za svatého a jeho svátek si připomíná 2. prosince. Syrská církev tak činí 27. listopadu a 1. prosince.